# You Rock My World
You Rock My World är en hitlåt av amerikanska sångaren Michael Jackson. Låten var den första singeln från sångarens album Invincible. Jackson själv ville hellre släppa låten "Unbreakable" som första singel men blev överkörd av Sony som ville ha "You Rock My World" eftersom det skulle bli enklare att släppa den.
Låten i sin fulla albumversion innehåller ett intro där komikern och skådespelaren Chris Tucker medverkar. Tucker medverkade senare även i musikvideon till låten. 
Singeln släpptes i USA endast till radiostationerna men lyckades endast genom speltid på radio att nå en tionde plats och låten blev därmed Michael Jacksons största hit i USA sen You Are Not Alone 1995.

## Låtlista

### Storbritannien
1. Intro/You Rock My World 5:39
2. You Rock My World (Radio Edit) 4:25
3. You Rock My World (Instrumental) 5:06
4. You Rock My World (Acapella) 4:47

### Europa & Australien
1. Intro 0.32
2. You Rock My World (Album Version) 5:07
3. You Rock My World (Radio Edit) 4:25
4. You Rock My World (Instrumental) 5:07
5. You Rock My World (Acapella) 5:01

## Musikvideon
Musikvideon till You Rock My World är som många andra musikvideor av Michael Jackson snarare kortfilmer uppbyggda kring en handling med talade repliker, i You Rock My World syns även en hel del stora namn i filmvärlden bland annat Kishaya Dudley, Chris Tucker, Marlon Brando & Billy Drago. I videon försöker Jackson förföra en yngre kvinna på en klubb men hamnar snart i bråk med "stamgästerna" på klubben och orsakar slutligen en brand som gör att han kan fly tillsammans med kvinnan i Chris Tuckers bil.
Musikvideon har ofta kritiserats för att vara väldigt lik musikvideon till Smooth Criminal som även den innehåller Jackson i kostym och hatt dansande i klubbmiljö, vissa likheter med videon till The Way You Make Me Feel finns också.

## Liveframträdanden
- Låten framfördes 2001 live under Michael Jacksons två 30th Anniversary Celebration konserter. Usher och Chris Tucker gjorde ett gästspel mot slutet av låten.